# Moviestorm
 (novembre 2012).
Si vous disposez d'ouvrages ou d'articles de référence ou si vous connaissez des sites web de qualité traitant du thème abordé ici, merci de compléter l'article en donnant les références utiles à sa vérifiabilité et en les liant à la section « Notes et références ».
Moviestorm est un logiciel permettant la réalisation de films d'animation sur Windows et Mac. Il est disponible en libre téléchargement sur le site de Moviestorm. Il faut être inscrit avant de pouvoir télécharger le logiciel.
Moviestorm est en évolution constante. Par ailleurs, chaque fois que le logiciel est lancé, celui-ci vérifie si des améliorations ou de nouveaux costumes et objets gratuits sont disponibles.
Toutes les fonctionnalités du logiciel et un contenu déjà important et varié sont mis à disposition gratuitement via leur site officiel.